# Fuerzas Armadas de Burkina Faso
Las Fuerzas Armadas de Burkina Faso (en francés: Forces armées du Burkina Faso) es el término utilizado para determinar a la milicia de Burkina Faso. Las ramas de servicio de las fuerzas armadas incluyen al Ejército, la Fuerza Aérea, la Gendarmería Nacional y la Milicia Popular. Al ser un país sin salida al mar, Burkina Faso no tiene armada.

## Historia
En 1966, un golpe militar depuso al primer presidente del Alto Volta, Maurice Yaméogo, suspendió la constitución, disolvió la Asamblea Nacional y colocó al teniente coronel Sangoulé Lamizana al frente de un gobierno de altos oficiales del ejército. El ejército permaneció en el poder durante 4 años; el 14 de junio de 1970, los Voltan ratificaron una nueva constitución que estableció un período de transición de 4 años hacia un gobierno civil completo. Lamizana permaneció en el poder durante la década de 1970 como presidente de gobiernos militares o mixtos cívico-militares. Después del conflicto por la constitución de 1970, se redactó y aprobó una nueva constitución en 1977, y Lamizana fue reelegido mediante elecciones abiertas en 1978.
El gobierno de Lamizana enfrentó problemas con los tradicionalmente poderosos sindicatos del país y el 25 de noviembre de 1980, el coronel Saye Zerbo derrocó al presidente Lamizana en un golpe incruento. El coronel Zerbo estableció el Comité Militar de Recuperación para el Progreso Nacional como máxima autoridad gubernamental, erradicando así la constitución de 1977.
El coronel Zerbo también encontró resistencia de los sindicatos y fue derrocado dos años después, el 7 de noviembre de 1982, por el comandante Dr. Jean-Baptiste Ouédraogo y el Consejo de Salvación Popular (CSP). El CSP continuó prohibiendo los partidos y organizaciones políticas, pero prometió una transición a un gobierno civil y una nueva constitución.
Se desarrollaron luchas internas entre facciones entre moderados en el CSP y radicales liderados por el capitán Thomas Sankara, quien fue nombrado primer ministro en enero de 1983. La lucha política interna y la retórica izquierdista de Sankara llevaron a su arresto y los esfuerzos posteriores para lograr su liberación, dirigidos por el capitán Blaise Compaoré. Este esfuerzo de liberación resultó en otro golpe de Estado militar el 4 de agosto de 1983. Compaoré llegó al poder en 1987 en un golpe de Estado que condujo a la muerte de Sankara.
El 15 de febrero de 2011, los soldados se amotinaron en Uagadugú por los subsidios de vivienda impagos. El 18 de abril de 2011, se informó que el motín se había extendido a Kaya luego de manifestaciones en Pô y Tenkodogo. El 29 de abril de 2011, el ejército dijo que el motín terminaría después de que Compaoré prometiera mejorar la vivienda, la ropa y las asignaciones de alimentos de los militares, aunque más tarde hubo protestas de los soldados.
Después de un golpe de estado realizado por miembros del Regimiento de Seguridad Presidencial el 16 de septiembre de 2015, unidades del ejército marcharon sobre la ciudad de Nueva York para oponerse al golpe, lo que resultó en la restauración del gobierno de transición de Burkina Faso (que fue designado después del levantamiento de Burkinabe de 2014) el 23 de septiembre de 2015.
El 24 de enero de 2022, las Fuerzas Armadas derrocaron al presidente Roch Marc Christian Kaboré. Su sucesor, el presidente interino Paul-Henri Sandaogo Damiba, fue depuesto por un nuevo golpe de Estado que los militares llevaron a cabo en septiembre de 2022.

## Ejército

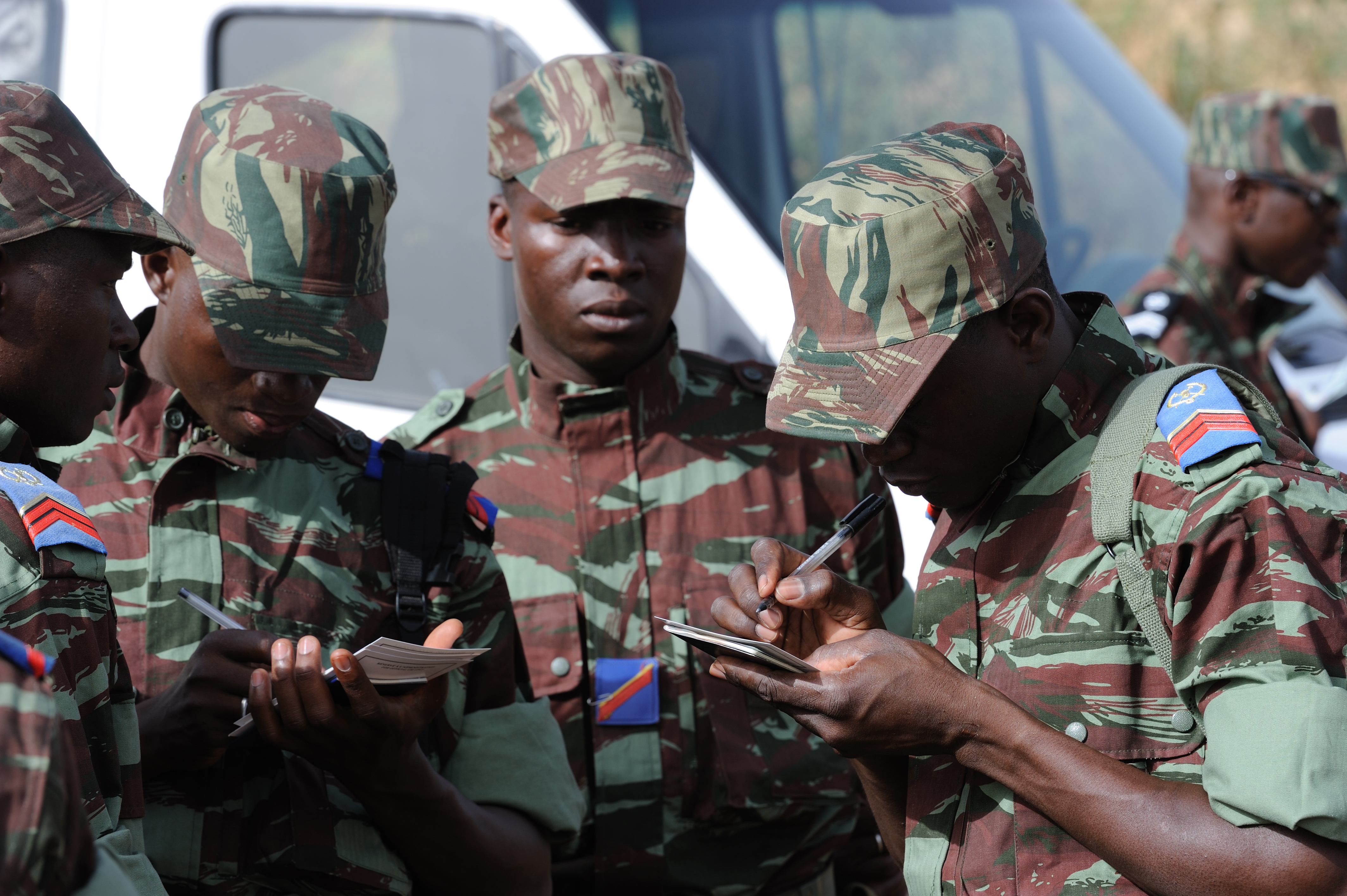
Soldados de Burkina Faso antes de su despliegue en un ejercicio en Malí (2010).

El Ejército de Burkina Faso (L'Armée de Terre, LAT) es una estructura de fuerza jerarquizada de unos 5800 a 6000 oficiales y hombres, aumentada por una fuerza de reclutamiento o «Milicia Popular» de unos 45.000 hombres y mujeres. A diferencia de la policía y las fuerzas de seguridad, el Ejército y la Milicia Popular están organizados según los modelos y preceptos soviéticos/chinos. El Ejército está equipado con vehículos blindados de ruedas ligeras, algunos cañones de montaje.
El Instituto Internacional de Estudios Estratégicos estimó en 2011-2012 que Burkina Faso tenía 6400 efectivos en L'Armée de Terre en tres regiones militares, un batallón de tanques (dos pelotones de tanques), cinco regimientos de infantería que pueden ser insuficientes y un aerotransportado. regimiento. También se enumeran los batallones de artillería e ingenieros.
En los últimos años, Estados Unidos ha comenzado a brindar asistencia militar y entrenamiento a las fuerzas terrestres de Burkina Faso. Ha capacitado a tres batallones de 750 hombres para operaciones de apoyo a la paz en Darfur. Durante una inspección reciente de la ONU, un equipo de evaluación del Departamento de Defensa de los Estados Unidos encontró que el batallón Laafi de Burkina Faso estaba en condiciones de desplegarse en Sudán. Usando un pequeño presupuesto de Educación y Entrenamiento Militar Internacional del Departamento de Defensa, la embajada estadounidense ha establecido cursos de inglés en una base militar de LAT y ha traído a oficiales de LAT para que asistan a cursos de capacitación básica para oficiales en los Estados Unidos. El gobierno de Burkina Faso también ha aceptado asistencia de entrenamiento adicional de Estados Unidos en tácticas antiterroristas y asistencia humanitaria. Burkina Faso se ha convertido recientemente en miembro de la Iniciativa Transahariana de Lucha contra el Terrorismo.
Tres años de ataques cada vez más frecuentes y mortíferos, por parte de diversos grupos de la insurgencia yihadista, impulsaron la sustitución del jefe del Estado Mayor del Ejército, Sadou Oumarou, nombrado hace tres años con el mismo mandato, por el general Moise Minoungou el 6 de enero de 2019.
LAT tiene un campo de entrenamiento multinacional en Loumbila, atendido por instructores checos y polacos.

## Equipamiento del Ejército

### Armas de fuego
| Nombre                       | Imagen   | Origen         | Tipo                               | Munición                                      | Fabricante                                                                             |
| Pistolas                     | Pistolas | Pistolas       | Pistolas                           | Pistolas                                      | Pistolas                                                                               |
| ---------------------------- | -------- | -------------- | ---------------------------------- | --------------------------------------------- | -------------------------------------------------------------------------------------- |
| Modelo 1935A                 |          | Francia        | Pistola semiautomática             | 7,65 × 20 mm Long                             | Société Alsacienne de Constructions Mécaniques                                         |
| Modelo 1935S                 |          | Francia        | Pistola semiautomática             | 7,65 × 20 mm Long                             | Manufacture d'armes de Saint-Étienne                                                   |
| MAB PA-15                    |          | Francia        | Pistola semiautomática             | 9 × 19 mm Parabellum                          | Manufacture d'armes de Bayonne                                                         |
| MAC modelo 1950              |          | Francia        | Pistola semiautomática             | 9 × 19 mm Parabellum                          | Manufacture d'armes de ChâtelleraultManufacture d'armes de Saint-Étienne               |
| Walther PP                   |          | Alemania       | Pistola semiautomática             | 9 × 17 mm Corto7,65 mm Browning.22 Long Rifle | Carl Walther                                                                           |
| Zastava CZ 99                |          | Serbia         | Pistola semiautomática             | 9 × 19 mm Parabellum                          | Zastava Arms                                                                           |
| Manurhin MR 73               |          | Francia        | Revólver                           | .357 Magnum.38 Special                        | Chapuis ArmesManurhin                                                                  |
| Subfusiles                   |          |                |                                    |                                               |                                                                                        |
| MAS-38                       |          | Francia        | Subfusil                           | 7,65 × 17 mm Browning                         | Manufacture d'Armes de Saint-Etienne                                                   |
| MAT-49                       |          | Francia        | Subfusil                           | 9 × 19 mm Parabellum                          | Manufacture Nationale d'Armes de Tulle                                                 |
| Beretta M12                  |          | Italia         | Subfusil                           | 9 × 19 mm Parabellum                          | Beretta                                                                                |
| Uzi                          |          | Israel         | Subfusil                           | 9 × 19 mm Parabellum                          | Israel Weapon Industries                                                               |
| Fusiles                      |          |                |                                    |                                               |                                                                                        |
| MAS-36                       |          | Francia        | Fusil de cerrojo                   | 7,5 × 54 mm Francés                           | Manufacture d'Armes de Saint-Etienne                                                   |
| MAS-49                       |          | Francia        | Fusil semiautomático               | 7,5 × 54 mm Francés                           | Manufacture d'Armes de Saint-Etienne                                                   |
| Heckler & Koch G3            |          | Alemania       | Fusil de combate                   | 7,62 × 51 mm OTAN                             | Heckler & Koch                                                                         |
| Zastava M70                  |          | Serbia         | Fusil de asalto                    | 7,62 × 39 mm                                  | Zastava Arms                                                                           |
| SIG SG 540                   |          | Suiza          | Fusil de asalto                    | 5,56 × 45 mm OTAN7,62 × 51 mm OTAN            | Schweizerische Industrie Gesellschaft                                                  |
| Beretta AR70                 |          | Italia         | Fusil de asalto                    | 5,56 × 45 mm OTAN                             | Beretta                                                                                |
| AK-47                        |          | Rusia          | Fusil de asalto                    | 7,62 × 39 mm                                  | Corporación KalashnikovPlanta de armas de Tula                                         |
| AKM                          |          | Rusia          | Fusil de asalto                    | 7,62 × 39 mm                                  | Corporación KalashnikovPlanta de armas de Tula                                         |
| Ametralladoras               |          |                |                                    |                                               |                                                                                        |
| MAC M1924/29                 |          | Francia        | Ametralladora ligera               | 7,5 × 54 mm Francés                           | Manufacture d'Armes de Châtellerault                                                   |
| Ametralladora Browning M1919 |          | Estados Unidos | Ametralladora media                | .30-06 Springfield                            | Buffalo Arms CorporationColt's Manufacturing Company General MotorsRock Island Arsenal |
| FN MAG                       |          | Bélgica        | Ametralladora de propósito general | 7,62 × 51 mm OTAN                             | FN Herstal                                                                             |
| Zastava M84                  |          | Serbia         | Ametralladora de propósito general | 7,62 × 54 mm R                                | Zastava Arms                                                                           |
| Ametralladora PK             |          | Rusia          | Ametralladora de propósito general | 7,62 × 54 mm R                                | Planta Degtiariov                                                                      |
| AAT-52                       |          | Francia        | Ametralladora de propósito general | 7,5 × 54 mm Francés7,62 × 51 mm OTAN          | Manufacture d'Armes de Saint-Etienne                                                   |
| Browning M2                  |          | Estados Unidos | Ametralladora pesada               | 12,7 × 99 mm OTAN                             | General DynamicsFN HerstalUS OrdnanceOhio Ordnance                                     |
| DShK                         |          | Rusia          | Ametralladora pesada               | 12,7 × 108 mm                                 | Planta de armas de Tula                                                                |
| Ametralladora pesada KPV     |          | Rusia          | Ametralladora pesada               | 14,5 × 114 mm                                 | Planta Degtiariov                                                                      |

### Armas antitanque
| Nombre           | Imagen           | Origen           | Tipo                          | Calibre          | Fabricante           |
| Armas antitanque | Armas antitanque | Armas antitanque | Armas antitanque              | Armas antitanque | Armas antitanque     |
| ---------------- | ---------------- | ---------------- | ----------------------------- | ---------------- | -------------------- |
| RPG-7            |                  | Rusia            | Granada propulsada por cohete | 40 mm            | Bazalt               |
| Tipo 52          |                  | China            | Cañón sin retroceso           | 75 mm            | Norinco              |
| Carl Gustav M2   |                  | Suecia           | Cañón sin retroceso           | 84 mm            | Saab Bofors Dynamics |
| LRAC F1          |                  | Francia          | Lanzacohetes                  | 89 mm            | KNDS Francia         |

### Artillería
| Nombre                 | Imagen               | Origen               | Tipo                  | Calibre              | Fabricante           |
| Artillería remolcada   | Artillería remolcada | Artillería remolcada | Artillería remolcada  | Artillería remolcada | Artillería remolcada |
| ---------------------- | -------------------- | -------------------- | --------------------- | -------------------- | -------------------- |
| M101                   |                      | Estados Unidos       | Obús remolcado        | 105 mm               | Rock Island Arsenal  |
| Lanzacohetes múltiples |                      |                      |                       |                      |                      |
| Tipo 63                |                      | China                | Artillería de cohetes | 107 mm               | Fábrica estatal 847  |
| BM-21 Grad             |                      | Rusia                | Lanzacohetes múltiple | 122.4 mm             | NPO SplavUralAZ      |

### Defensa antiaérea
| Nombre            | Imagen            | Origen            | Tipo              | Fabricante        |
| Defensa antiaérea | Defensa antiaérea | Defensa antiaérea | Defensa antiaérea | Defensa antiaérea |
| ----------------- | ----------------- | ----------------- | ----------------- | ----------------- |
| 9K32 Strela-2     |                   | Rusia             | MANPADS           | KBM               |
| ZPU-2             |                   | Rusia             | Sistema antiaéreo | Planta Degtiariov |

### Morteros
| Nombre           | Imagen   | Origen   | Tipo     | Calibre  | Diseñador                                                    |
| Morteros         | Morteros | Morteros | Morteros | Morteros | Morteros                                                     |
| ---------------- | -------- | -------- | -------- | -------- | ------------------------------------------------------------ |
| Brandt Mle 27/31 |          | Francia  | Mortero  | 81 mm    | Edgar Brandt                                                 |
| 120-PM-43        |          | Rusia    | Mortero  | 120 mm   | Instituto Central de Investigaciones Científicas Burevestnik |

### Vehículos
| Nombre                | Imagen                | Origen                | Tipo                  | Fabricante            |
| Vehículos todoterreno | Vehículos todoterreno | Vehículos todoterreno | Vehículos todoterreno | Vehículos todoterreno |
| --------------------- | --------------------- | --------------------- | --------------------- | --------------------- |
| Toyota Land Cruiser   |                       | Japón                 | Vehículo todoterreno  | Toyota                |
| Camionetas            |                       |                       |                       |                       |
| ALTV                  |                       | Francia               | CamionetaPickup       | ACMAT                 |
| VLRA                  |                       | Francia               | CamionetaPickup       | ACMAT                 |
| Camiones militares    |                       |                       |                       |                       |
| Ural-375D             |                       | Rusia                 | Camión militar        | UralAZ                |
| Ural-4320             |                       | Rusia                 | Camión militar        | Ural AZ               |

### Vehículos blindados de combate
| Nombre                              | Imagen                | Origen                | Tipo                                | Armamento principal       | Fabricante                                                                    |
| Automóviles blindados               | Automóviles blindados | Automóviles blindados | Automóviles blindados               | Automóviles blindados     | Automóviles blindados                                                         |
| ----------------------------------- | --------------------- | --------------------- | ----------------------------------- | ------------------------- | ----------------------------------------------------------------------------- |
| Panhard AML                         |                       | Francia               | Automóvil blindado                  | Cañón de 90 mm            | Panhard                                                                       |
| Vehículo blindado Eland             |                       | Sudáfrica             | Automóvil blindado                  | Cañón de 90 mm            | Land Systems OMCSandock-Austral                                               |
| EE-09 Cascavel                      |                       | Brasil                | Automóvil blindado                  | Cañón de 90 mm            | Engesa                                                                        |
| M8 Greyhound                        |                       | Estados Unidos        | Automóvil blindado                  | Cañón de 37 mm            | Ford Motor Company                                                            |
| Vehículos de combate de infantería  |                       |                       |                                     |                           |                                                                               |
| WZ-551                              |                       | China                 | VCIVehículo anfibio                 | Cañón automático de 30 mm | Norinco                                                                       |
| Vehículo de reconocimiento blindado |                       |                       |                                     |                           |                                                                               |
| Daimler Ferret                      |                       | Reino Unido           | Vehículo de reconocimiento blindado | Ametralladora de 7.62 mm  | Daimler Motor Company                                                         |
| MRAP                                |                       |                       |                                     |                           |                                                                               |
| Temsah 2                            |                       | Egipto                | MRAP                                | Ametralladora de 12.7 mm  | Arab Organization for IndustrializationKader Factory for Developed Industries |
| PUMA M26-15                         |                       | Sudáfrica             | MRAP                                | Ametralladora de 7.62 mm  | OTT Technologies                                                              |
| KrAZ Shrek One                      |                       | Ucrania               | MRAP                                |                           | KrAZ                                                                          |
| Transportes blindados de personal   |                       |                       |                                     |                           |                                                                               |
| Arquus Bastion                      |                       | Francia               | Transporte blindado de personal     | Ametralladora de 12.7 mm  | Arquus                                                                        |
| Otokar Cobra                        |                       | Turquía               | Transporte blindado de personal     | Ametralladora de 12.7 mm  | OtokarKoç Holding                                                             |
| Ejder Yalçın                        |                       | Turquía               | Transporte blindado de personal     | Ametralladora de 12.7 mm  | Nurol Holding                                                                 |
| Panhard M3                          |                       | Francia               | Transporte blindado de personal     |                           | Panhard                                                                       |

## Fuerza Aérea

### Aeronaves
| Aeronave                  | Fotografía         | Origen             | Tipo                              | Fabricante                    | Unidades           |
| Aviones de combate        | Aviones de combate | Aviones de combate | Aviones de combate                | Aviones de combate            | Aviones de combate |
| ------------------------- | ------------------ | ------------------ | --------------------------------- | ----------------------------- | ------------------ |
| Embraer EMB-314           |                    | Brasil             | Ataque a tierraContrainsurgencia  | Embraer                       | 3                  |
| Aviones de reconocimiento |                    |                    |                                   |                               |                    |
| Diamond DA42 Twin Star    |                    | Austria            | Avión de reconocimiento           | Diamond Aircraft Industries   | 1                  |
| Aviones utilitarios       |                    |                    |                                   |                               |                    |
| Beechcraft King Air       |                    | Estados Unidos     | Avión utilitarioAvión de enlace   | Beechcraft                    | 1                  |
| Aeronaves de transporte   |                    |                    |                                   |                               |                    |
| EADS CASA C-295           |                    | España             | Aeronave de transporte militar    | Airbus                        | 1                  |
| Helicópteros militares    |                    |                    |                                   |                               |                    |
| Mil Mi-17                 |                    | Rusia              | Helicóptero de transporte militar | Mil                           | 3                  |
| Mil Mi-24                 |                    | Rusia              | Helicóptero de ataque             | Mil                           | 2                  |
| Bell UH-1 Iroquois        |                    | Estados Unidos     | Helicóptero utilitario            | Bell Textron                  | 1                  |
| Eurocopter AS350          |                    | Francia            | Helicóptero utilitario            | Airbus Helicopters            | 4                  |
| Aviones de entrenamiento  |                    |                    |                                   |                               |                    |
| Humbert Tétras            |                    | Francia            | Avión de entrenamiento            | Humbert Aviation              | 8                  |
| SIAI-Marchetti SF.260     |                    | Italia             | Avión de entrenamiento            | SIAI-MarchettiLeonardo S.p.A. | 4                  |
| VANT                      |                    |                    |                                   |                               |                    |
| Bayraktar TB2             |                    | Turquía            | UCAVMALE                          | Baykar                        | 5                  |
| Baykar Bayraktar Akıncı   |                    | Turquía            | UCAVHALE                          | Baykar                        | 2                  |

La Fuerza Aérea de Burkina Faso se fundó en 1964 como Escadrille de la République de Haute-Volta (EHV) o Escuadrón Aéreo de la República de Alto Volta, una unidad subordinada del Ejército. Ese año, se creó una base de apoyo aéreo transitorio con la ayuda de la Fuerza Aérea Francesa. Después de adquirir una flota inicial de aviones utilitarios y de transporte, el escuadrón se adjuntó a un regimiento de apoyo entre ejércitos. En 1970, la Escadrille pasó a llamarse Force Aérienne de Haute-Volta (FAHV), y en 1977 se convirtió en una fuerza autónoma. En octubre de 1985 se inauguró oficialmente la Force Aérienne du Burkina Faso (FABF).
El EHV se formó inicialmente con dos Douglas C-47 Skytrain y tres aviones MH.1521M Broussard. Estos fueron seguidos más tarde por dos helicópteros Alouette III SA.316 B, utilizados principalmente con fines de enlace, un avión utilitario ligero Aero Commander 500 bimotor, dos aviones de transporte bimotor turbohélice Hawker-Siddeley HS.748-2A y dos Nord 262 bimotor. avión de transporte turbohélice. Se crearon dos escuadrillas (escuadrones) o subformaciones: la Escadrille de Transport (Unidad de Transporte) y la Escadrille d'Hélicoptères (Unidad de Helicópteros). Posteriormente, se añadió la Escadrille d'Entraînement (Unidad de Formación). Todos los escuadrones inicialmente tenían su sede en Uagadugú.

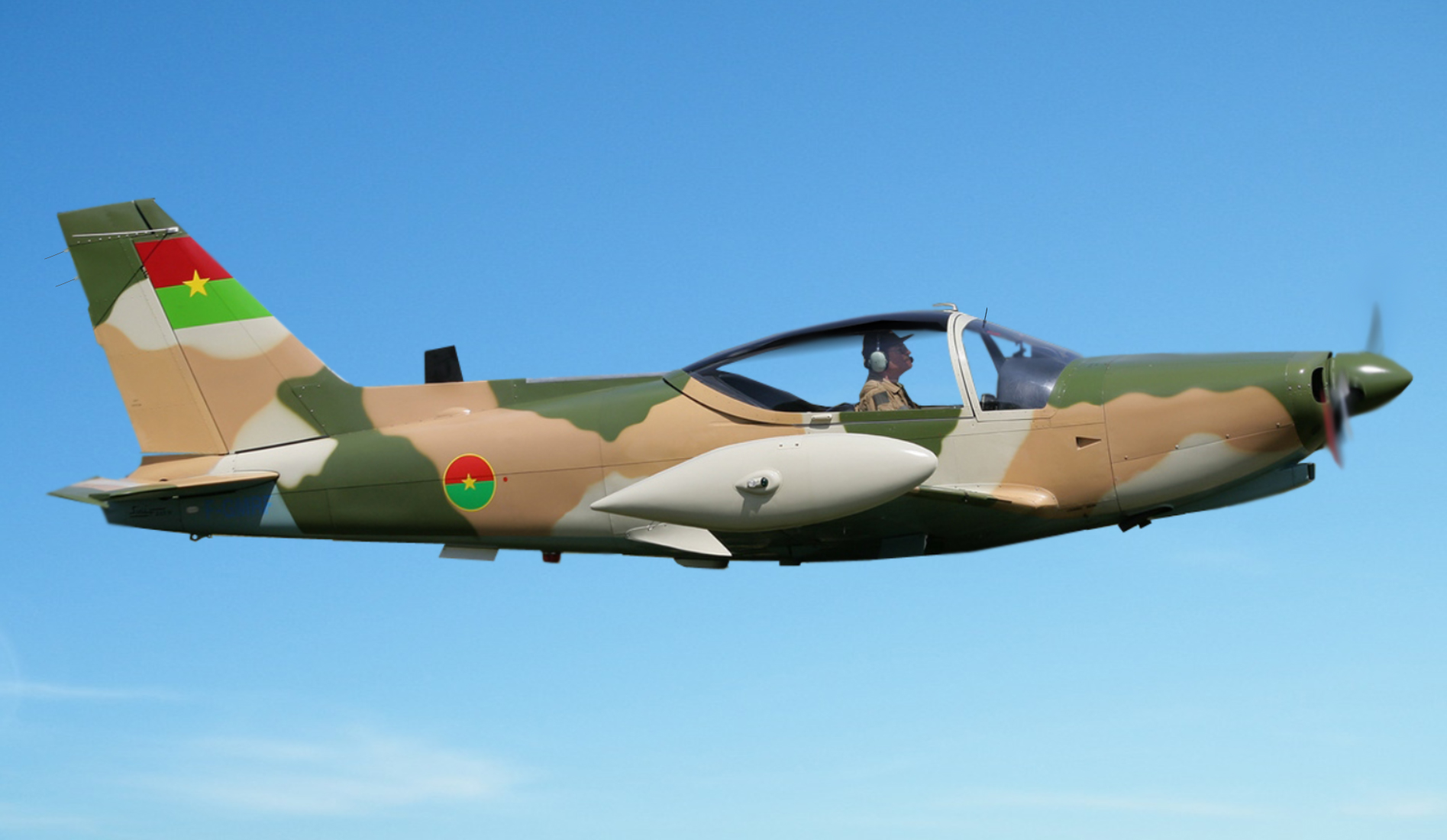
Un SF 260C en Francia, pintado con la librea de la Fuerza Aérea de Burkina Faso

A mediados de 1984, la ayuda militar libia trajo ocho aviones de combate Mikoyan-Gurevich MiG-21, junto con dos versiones de entrenamiento de combate MiG-21U. Estos antiguos cazas MiG-21 "Fishbed" de la Fuerza Aérea Libia tenían su base en Uagadugú, aunque en realidad fueron operados por la Fuerza Aérea Libia en préstamo, y fueron retirados en 1985 sin entrar en combate. Un solo MiG-17F Fresco que también fue operado por la FABF entró en servicio de combate en la Guerra de la Franja de Agacher en 1985-1986. En 1985, la FABF también adquirió dos helicópteros de transporte exsoviéticos Mi-4 de un proveedor desconocido, seguidos de dos Mi-4 adicionales. Los Mi-4 fueron operados por la FABF hasta finales de la década de 1980, cuando quedaron fuera de servicio. Posteriormente se agregaron cinco helicópteros de transporte Mi-8 /17 a la Escadrille d'Hélicoptères. Mientras supervisaba el alto el fuego después de la Guerra de la Franja de Agacher, un FABF SA.316B Alouette III se estrelló en Kouni el 14 de enero de 1986, dejando solo un SA.316B todavía en servicio con la Escadrille d'Hélicoptères.

La insignia utilizada por la Fuerza Aérea

En 1986, la FABF formó una nueva unidad, la Escadrille de Chasse (EdC) (Unidad de Ataque). A mediados de 1986, seis aviones de entrenamiento armado/ataque ligero SF.260WP Warrior que fueron de la Fuerza Aérea de Filipinas fueron adquiridos de un distribuidor en Bélgica, que ofreció a la FABF una alternativa mucho más simple y menos costosa en apoyo aéreo táctico a los costosos MiG. Los Warriors no solo se utilizaron para el entrenamiento de pilotos, sino también como aviones de ataque ligeros, y varios de ellos fueron empleados por la Escadrille de Chasse (EdC) de la FABF. Posteriormente, se compraron cuatro SF.260WP adicionales directamente de Italia. Los seis aviones SF.260WP ex-filipinos se retiraron de servicio en 1993 y se devolvieron a su propietario anterior, aunque los cuatro aviones SF.260WP de nueva construcción se mantuvieron en servicio y se estacionaron en la base aérea de Bobo Dioulasso.
La mayoría de los demás aviones ligeros adquiridos por la FABF en las décadas de 1970 y 1980 también se han retirado junto con los helicópteros Mi-4, pero se han realizado algunas adquisiciones recientes, incluido un Beechcraft King Air, un Piper PA-34 Seneca, un avión de entrenamiento ligero CEAPR Robin y un avión rociador aéreo Air Tractor AT-802 para rociar insecticidas, comprados después de que la parte norte del país sufriera graves daños a los cultivos por una invasión de langostas en 2004. En 2009, se compraron dos autogiros Xenon Gyroplane para uso de la policía y las fuerzas de seguridad.
A fines de 2005, la FABF adquirió dos helicópteros de ataque Mil Mi-35 'Hind' de Rusia en respuesta aparente a los movimientos de la vecina Costa de Marfil para reforzar sus propias capacidades de ataque aéreo durante la Guerra Civil de Marfil.

## Gendarmería Nacional
La Gendarmería Nacional (Gendarmerie Nationale) es la gendarmería nacional de Burkina Faso, dependiente del Ministerio de Defensa. Es una de las dos fuerzas policiales del país, junto con la fuerza policial civil.

## Milicia Popular
La Milicia Popular (en francés: Milice du Peuple) es una rama de las fuerzas armadas de Burkina Faso, es una milicia paramilitar, una fuerza a tiempo parcial de hombres y mujeres reclutados entre 20 y 35 años, entrenados en tareas militares y civiles y que cumplen dos años de servicio. La fuerza cuenta con unos 45 000 combatientes. La milicia fue formada por el capitán Thomas Sankara, un líder revolucionario de izquierda política que llegó al poder en 1983, después de un golpe de Estado militar, posiblemente apoyado por Cuba, la Unión Soviética y la Libia de Gadafi. La idea era convertir al pueblo burkinés en la primera línea de defensa nacional, para no depender únicamente del ejército regular. La Milicia Popular estaba relacionada con los Comités de Defensa de la Revolución (CDR).